# Edward Towgin
 Edward Towgin (ur. 26 stycznia 1923 w Pogirach powiat Wiłkomierz, zm. 26 grudnia 2012) – pułkownik Ludowego Wojska Polskiego. 

## Życiorys
W sierpniu 1943 roku został aresztowany przez Niemców i osadzony w więzieniu w Poniewieżu, gdzie przebywał do października 1943 roku – aż do momentu ucieczki. Wstąpił do wojska 17 sierpnia 1944 roku i został skierowany do miejscowości Siemielowa pod Moskwą do punktu zbornego. W rejon Głuska p. Lublinem przeszedł przeszkolenie w 3 Łużyckiej Dywizji Artylerii w 66 Pułku Artylerii Przeciwlotniczej na stanowisku dowódcy działonu. Brał udział w działaniach wojennych w operacji Łużyckiej. Począwszy od Warszawy poprzez Nisa, Niskie, Rotenburg aż do Łaby brał udział w walkach. Szlak bojowy zakończył 8 maja 1945 roku pod Krostowitz.
Po zakończeniu działań wojennych skierowany do Krotoszyna gdzie służył w 6 Pułku Artylerii Lekkiej, 4 Dywizji Piechoty. W kolejnych latach służąc już w wojsku jako żołnierz zawodowy pełnił funkcje od dowódcy plutonu poprzez dowódcę baterii, szefa sztabu aż do stanowiska dowódcy samodzielnego batalionu. W tym czasie służbę pełnił w Pomorskim Okręgu Wojskowym w jednostkach rozlokowanych w Toruniu, Elblągu, Kwidzynie i Stargardzie Szczecińskim. W czasie pełnienia swoich obowiązków jednocześnie podnosił swoje kwalifikacje co pozwoliło mu osiągnąć kolejne stopnie wojskowe aż do stopnia pułkownika. Po zakończeniu służby czynnej ze Stargardu Szczecińskiego powrócił do Torunia gdzie osiadł na stałe. Przez długie lata pracował jeszcze w Urzędzie Wojewódzkim jako inspektor do spraw obronności. Za swoją działalność wyróżniany był odznaczeniami resortowymi oraz odznaczeniami innych organizacji.

## Odznaczenia
- Krzyż Walecznych (1968)
- Złoty Krzyż Zasługi (1963)
- Krzyż Kawalerski Orderu Odrodzenia Polski (1971)
- Odznaka Grunwaldzka
- Medal „Za zwycięstwo nad Niemcami w Wielkiej Wojnie Ojczyźnianej 1941–1945” (ZSRR)
- Medal jubileuszowy „Dwudziestolecia zwycięstwa w Wielkiej Wojnie Ojczyźnianej 1941–1945”
- Medal jubileuszowy „Trzydziestolecia zwycięstwa w Wielkiej Wojnie Ojczyźnianej 1941–1945”
- Medal jubileuszowy „Czterdziestolecia zwycięstwa w Wielkiej Wojnie Ojczyźnianej 1941–1945”
- Medal jubileuszowy „50-lecia zwycięstwa w Wielkiej Wojnie Ojczyźnianej 1941–1945” (Federacja Rosyjska)
- Medal jubileuszowy „60-lecia zwycięstwa w Wielkiej Wojnie Ojczyźnianej 1941–1945” (Federacja Rosyjska)
- Medal jubileuszowy „65-lecia zwycięstwa w Wielkiej Wojnie Ojczyźnianej 1941–1945” (Federacja Rosyjska)
- Medal Żukowa (Federacja Rosyjska)
- Medal za Odrę, Nysę, Bałtyk (1958)
- Medal „Za udział w walkach o Berlin” (1966)
- Brązowy, Srebrny i Złoty Medal „Siły Zbrojne w Służbie Ojczyzny”
- Inne odznaki resortowe i innych organizacji tj. LOK, PCK i Obrony Cywilnej